# Верстовые столбы Петергофской дороги
Верстовые столбы Петергофской дороги — исторические дорожные знаки, расположенные на пути из Санкт-Петербурга в Петергоф. Обозначают расстояние до обоих населённых пунктов в вёрстах. Возведены во второй половине XVIII века. 
По состоянию на начало XXI века вдоль дороги размещены 9 столбов. Часть из них являются оригинальными, часть — возведёнными заново. Верстовые столбы признаны объектами культурного наследия федерального значения.

## История
Во времена императрицы Екатерины II южная граница Санкт‑Петербурга проходила по реке Фонтанке. В 1774 году был установлен верстовой столб в начале Петергофской дороги, около Старо-Калинкина моста. Он означал начало дороги. Венчающая часть этого столба выполнена в виде сужающейся кверху пирамиды из гранитных блоков. Посередине пирамиды установлены мраморные доски, на двух из которых – солнечные часы, на третьей – указание расстояния «26». Четвёртая доска пустая.
В последующие годы столбы устанавливали по дороге далее: через Лигово, Троице-Сергиеву пустынь, к Стрельне и Петергофу. Почти сразу же после установки первых верстовых столбов потребовалось их перемещение через придорожные канавы с целью расширения дороги. Но и в последующие годы верстовые столбы неоднократно меняли своё расположение.
В 1937 году Ленгорсовет принял решение о сносе всех верстовых столбов. Учреждения по охране памятников были против этого решения, но Президиум ВЦИКа отклонил протест. Однако не все столбы были уничтожены.
Во время Великой Отечественной войны более всего пострадали верстовые обелиски Петергофского шоссе. Часть их была восстановлена. Например, историческая конструкция столба, располагающегося около Новой фермы, была утрачена. В 1970-х годах была попытка воссоздать столб, но тогда удалось выложить лишь гранитный цоколь. Столб был восстановлен лишь в начале XXI века.

### Вопрос об авторстве
Вопрос об авторстве проекта верстовых столбов считается спорным. Большинство исследователей данного вопроса приписывает их архитектору Антонио Ринальди, который активно участвовал в строительстве Исаакиевской церкви и Мраморного дворца. При сооружении этих зданий широко применялся разноцветный мрамор. Аналогичный мрамор использован и в отделке верстовых столбов.
В собрании музея французского города Ангулема был обнаружен подписной проект верстового столба, выполненный архитектором Ж. Б. Валлен-Деламотом. Этот столб композиционно аналогичен верстовым столбам, отмечающим начало и конец отсчёта в Петербурге: у Обуховского моста через Фонтанку, у Орловских ворот в Царском Селе, а также у Старо-Калинкина моста через Фонтанку и у Верхнего парка Петергофа. Эти столбы также отмечены солнечными часами, которых не было на промежуточных. Таким образом, авторство верстовых столбов в виде «пирамидального обелиска» приписывается Валлен-Деламоту.

### Проблема с нумерацией и местоположением
В XIX веке верста стала несколько короче по сравнению с верстой XVIII века – для измерения длины была принята сажень в 2,13 м, поэтому в 1830-е годы на некоторых столбах изменили цифровые обозначения вёрст. В 1839 году после выхода указа «О начальных пунктах для счета вёрст в столицах и прочих местах Российской Империи» были изменены цифры на всех верстовых столбах. Начальным пунктом исчисления вместо реки Фонтанки было принято Адмиралтейство. На существующих верстовых столбах сделали дополнения и исправления на тех сторонах с верстовым обозначением, которые были обращены к Петербургу. Расстояние от Петербурга до Петергофа стало числиться в 29 вёрст.
Столб на берегу Фонтанки до середины XIX века стоял у дома №3 по Старо-Петергофскому проспекту. Когда здесь прокладывали конку, потребовалось расширить проезжую часть. Старо-Калинкин мост перестроили, а столб перенесли с левого берега Фонтанки на правый.
Столб на пересечении нынешнего проспекта Стачек и улицы Трефолева до 1839 года стоял дальше по дороге на 300 метров, напротив главного усадебного дома «Красной мызы». Вместо отметки «6» на нём было выбито «3».
По мнению краеведов, во время реконструкции столбов в Стрельне в XXI веке произошла ошибка как с нумерацией, так и с точными местами расположения знаков. Так, например, вблизи ограды Константиновского дворца установили столб №21, но расстояние с соседним столбом №19 составило не две версты, а одну. Столб №20 между ними отсутствовал. Следующий столб №22 стоит напротив, не через одну, а через две версты. По мнению общественной организации «Общество ревнителей истории», обратившей внимание на это несоответствие, столб №21 должен стоять вблизи пересечения Санкт-Петербургского и Ново-Нарвского шоссе, а на месте сегодняшней установки столба №21 должен находиться исчезнувший столб №20.

## Список сохранившихся столбов
| Местоположение                                                            | Отметка на столбе | Координаты                      | Дата сооружения | Архитектор     | Фото | Статус |
| ------------------------------------------------------------------------- | ----------------- | ------------------------------- | --------------- | -------------- | ---- | --- |
| Старо-Петергофский проспект, у Старо-Калинкина моста                      | 26                | 59°55′01″ с. ш. 30°16′46″ в. д. | 1770-е годы     | Валлен-Деламот |      | Объект культурного наследия народов РФ федерального значения. Рег. № 781710972460006 (ЕГРОКН). Объект № 7810108000 (БД Викигида) |
| Проспект Стачек, на пересечении с улицей Трефолева                        | 23/6              | 59°53′25″ с. ш. 30°16′17″ в. д. | 1777-1787       | Ринальди       |      | Объект культурного наследия народов РФ федерального значения. Рег. № 781710972450006 (ЕГРОКН). Объект № 7810239000 (БД Викигида) |
| Стрельна, на Санкт-Петербургском шоссе, у Троице-Сергиевой пустыни        | 19/10             | 59°51′08″ с. ш. 30°05′10″ в. д. | 1777-1787       | Ринальди       |      | Объект культурного наследия народов РФ федерального значения. Рег. № 781721203260006 (ЕГРОКН). Объект № 7810779000 (БД Викигида) |
| Стрельна, у пересечения улицы Глинки с Санкт-Петербургским шоссе          | 21/8              | 59°51′07″ с. ш. 30°04′08″ в. д. | 1777-1787       | Ринальди       |      | Объект культурного наследия народов РФ федерального значения. Рег. № 781721203260006 (ЕГРОКН). Объект № 7810779000 (БД Викигида) |
| Стрельна, на Санкт-Петербургском шоссе у Львовского дворца                | 22/7              | 59°51′13″ с. ш. 30°01′51″ в. д. | 1777-1787       | Ринальди       |      | Объект культурного наследия народов РФ федерального значения. Рег. № 781721203260006 (ЕГРОКН). Объект № 7810779000 (БД Викигида) |
| Петергоф, на Санкт-Петербургском шоссе, у поворота на Михайловку          | 24/5              | 59°51′37″ с. ш. 29°59′39″ в. д. | 1777-1787       | Ринальди       |      | Объект культурного наследия народов РФ федерального значения. Рег. № 781710972470006 (ЕГРОКН). Объект № 7810420000 (БД Викигида) |
| Петергоф, на Санкт-Петербургском проспекте около Новой фермы              | 28/1              | 59°52′39″ с. ш. 29°55′40″ в. д. | 1777-1787       | Ринальди       |      | Объект культурного наследия народов РФ федерального значения. Рег. № 781710972490006 (ЕГРОКН). Объект № 7810417000 (БД Викигида) |
| Петергоф, на пересечении Разводной улицы и Санкт-Петербургского проспекта | 26                | 59°52′51″ с. ш. 29°54′14″ в. д. | 1777-1787       | Валлен-Деламот |      | Объект культурного наследия народов РФ федерального значения. Рег. № 781710972480006 (ЕГРОКН). Объект № 7810417001 (БД Викигида) |